# Municipio de Paradise (Dakota del Norte)
El municipio de Paradise (en inglés: Paradise Township) es un municipio ubicado en el condado de Eddy en el estado estadounidense de Dakota del Norte. En el año 2010 tenía una población de 39 habitantes y una densidad poblacional de 0,43 personas por km².

## Geografía
El municipio de Paradise se encuentra ubicado en las coordenadas 47°36′39″N 98°33′55″O / 47.61083, -98.56528. Según la Oficina del Censo de los Estados Unidos, el municipio tiene una superficie total de 91.21 km², de la cual 85,43 km² corresponden a tierra firme y (6,35 %) 5,79 km² es agua.

## Demografía
Según el censo de 2010, había 39 personas residiendo en el municipio de Paradise. La densidad de población era de 0,43 hab./km². De los 39 habitantes, el municipio de Paradise estaba compuesto por el 100 % blancos. Del total de la población el 0 % eran hispanos o latinos de cualquier raza.